# 英国は各員がその義務を尽くすことを期待する

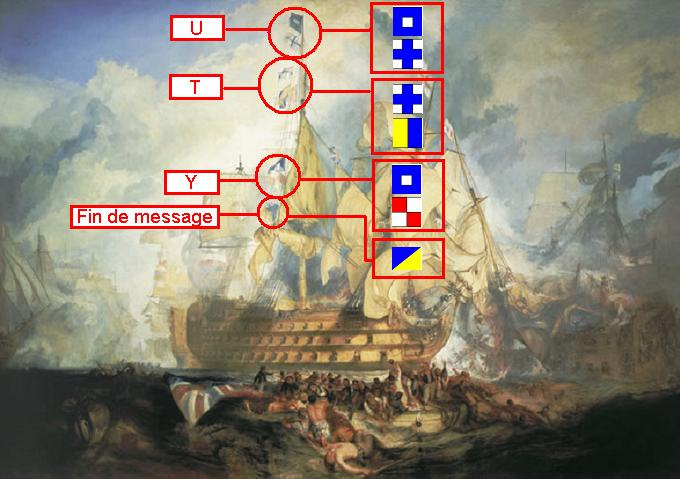
信号旗“U・T・Yと終信符号”を掲げているイギリスの旗艦ヴィクトリー。ジョゼフ・マロード・ウィリアム・ターナーの『トラファルガーの戦い』。1822年から1824年。

「英国は各員がその義務を尽くすことを期待する」（えいこくはかくいんがそのぎむをつくすことをきたいする、英: England expects that every man will do his duty）は、1805年10月21日のトラファルガー海戦の際、イギリスのホレーショ・ネルソン提督が掲げた信号文。イギリス国民に影響を与えた言葉として、現代でもよく用いられる。

## 信号文
ナポレオン戦争の最中、フランス・スペイン連合艦隊を撃破するために、ネルソン率いるイギリス艦隊は出撃した。海戦を目前にし、艦隊を鼓舞するため、「英国は各員がその義務を尽くすと信ずる」（England confides that every man will do his duty.）という文案を信号士官のジョン・パスコー中尉に提示した。この文は信号旗を用いて、各艦に通報される。パスコーは'confides'は、信号書に定められておらず、一文字分ずつ信号旗を掲揚する必要があるが、'expects'ならば信号書にあり、符号を用いて迅速に掲揚・送信が行なえることを示した。ネルソンはそれに許可を与え、修正した「英国は各員がその義務を尽くすことを期待する」（England expects that every man will do his duty）の信号文が送られた。

掲揚された信号旗。左からこの順番で全部で12回、通して掲揚することにより、England expects that every man will do his dutyとなる。

信号文の送信時刻は、1805年10月21日の午前11時45分頃、また10時半ともされている。信号は各艦に伝達されたが、パスコーが戦闘後に行った記録が“正午四分の一時間前”（about a quarter to noon、正午15分前のこと）であったため、他の艦の記録もこれに合わせられている。
イギリス艦隊は、リチャード・ハウが考案し、ポッパムが改良した海事信号書（Telegraphic Signals of Marine Vocabulary）を用いており、各艦に配布されていた。この信号は0から9の数字を意味する信号旗を用い、数字に対応して単語もしくは文字を意味している。信号文では、主に3桁の数字が一単語を意味している。また、'do'を意味するコードの'220'は'2'の信号旗に続き、'同じ'を意味する黄色と黒の旗を用いている。最後のD・U・T・Yの4文字は信号書内に定められておらず、一文字分ずつ信号旗を掲揚した。これにより、12回の信号旗の掲揚により、信号文を送っている。通信作業時間は4分程度と推測され、この信号旗はミズンマストに次々と掲揚されたと推測され、信号文を受け取った各艦では、歓声が挙がったとされているが、あくまでこれは勝利に終わった後の伝説であり、接敵運動に入ってもうすぐ戦闘が開始される緊迫した状況のこの時は、戦術的には何の意味も無い信号を伝達してきたことに艦長達は戸惑いを感じたようであり、次席指揮官でネルソンの親友であるコリングウッド提督ですら不満を漏らしている。さらに、水兵たちからは「今さら言われなくても義務は果たしている」との不満の声すら上がったようである。
ネルソンはその後、「接近戦の用意」の信号を出し、海戦に勝利した。

## その後の事例
1814年のプラッツバーグの戦いにおいて、アメリカのトーマス・マクドノー准将は「（徴兵された）水兵も各員義務を尽くせ」（Impressed seamen call on every man to do his duty）と激励した。イギリス留学経験のある日本海軍の東郷平八郎は、1904年の第一次旅順口攻撃の際と1905年の日本海海戦において「各員一層努力セヨ」という信号旗を出した。後者は「皇国ノ興廃此ノ一戦ニ在リ、各員一層奮励努力セヨ」という文言を予め各艦に示し、戦闘前にZ旗を掲揚させた時を合図に全乗組員にその文言を伝えさせている。